# Russell Crowe
Russell Ira Crowe (Wellington, 7 de abril de 1964) é um premiado ator e produtor de cinema neozelandês. Depois do sucesso inicial na Austrália, onde sua família mora desde sua infância, tornou-se um ator de Hollywood no meio da década de 1990; ele ganhou o Oscar de Melhor Ator em 2001 por Gladiator. Ele foi indicado mais duas vezes ao prêmio: em 2000, um ano antes de ter vencido por o Gladiator, ele recebeu indicação por The Insider (prêmio vencido por Kevin Spacey pela atuação em American Beauty); em 2002, ele foi indicado por A Beautiful Mind (prêmio vencido por Denzel Washington por sua atuação em Training Day).
Em 7 de abril de 2003, Crowe casou-se com a atriz e cantora Danielle Spencer. Em 21 de dezembro de 2003, nasceu seu filho Charles Spencer Crowe. Em 2006, nasceu o seu segundo filho. Os seus dois primos, Martin e Jeff Crowe, foram famosos e antigos capitães de cricket, jogo popular na Nova Zelândia. Fora do mundo do cinema, ele foi reconhecido também por ter comprado 75 por cento das ações do South Sydney Rabbitohs, um time de rugby league da Austrália por 3 milhões de dólares.

## Início da Carreira
Nasceu em 7 de abril de 1964, na Nova Zelândia, logo na infância se mudou com sua família para o país vizinho, seus pais trabalhavam com alimentação em sets de filmagens o que possibilitou seu primeiro contato com a arte. Começou a atuar em peças de teatro e fazer pequenas participações em séries de TV na infância e na adolescência quando ainda tinha uma banda, após decidir que queria realmente seguir em frente na carreira abandonou os estudos para trabalhar com um grupo de teatro mambembe. Nunca teve uma formação clássica de atuação. Ganhou o primeiro papel como secundário no filme "A prova" de 1990, pelo qual ganhou sua primeira indicação a prêmio no cinema nacional da Austrália , após algumas atuações como coadjuvante recebeu seu primeiro papel principal na película "Skinheads- a força branca" pelo qual recebeu seu primeiro prêmio, chamando atenção de Sharon Stone que atrasou as filmagens de "Rápida de mortal" para tê-lo no elenco, seu início no cinema americano. Após alguns filmes de pouca visibilidade no seu país e nos EUA teve sua grande chance como policial Bud White no elogiado "L.A. Confidential" de Curtis Hanson que recebeu várias indicações ao óscar, dois anos depois em 1999 engordou mais de 20 quilos para convencer no papel de Jefrey Wigand em "O informante" ao lado de Al Pacino que deu a ele sua primeira indicação ao óscar de melhor ator no ano 2000. No ano seguinte voltou a cerimônia para receber a estatueta de melhor ator por "Gladiador", filme que viria a ser o mais famoso de sua carreira e o tornar conhecido pela convergência com sua vida pessoal, por ser bastante ríspido com a imprensa e todos as sua volta. Em 2001 foi novamente indicado por "Uma mente brilhante", mesmo sendo o grande favorito não levou. Recebeu 15 milhões por este filme.Desde então participa de filmes prestigiados nos EUA, se tornando um dos astros mais famosos e bem pagos dos cinema americano.

## Oscar
Em 9 de março de 2005, Crowe revelou à revista Gentlemen's Quarterly que agentes do FBI o escoltaram na 73ª edição do Academy Awards (Oscar), em 25 de março de 2001, e disseram a ele que o grupo terrorista islâmico Al-Qaeda estava à procura dele. Crowe contou à revista que esta foi a primeira vez em que ele ouviu falar em Al-Qaeda (os ataques de 11 de setembro aconteceram depois da premiação) e comentou: "Quando cheguei a Los Angeles recebi um telefonema tarde da noite do FBI, dizendo: "Nós precisamos falar com você antes que você faça qualquer coisa. Nós temos que conversar, Sr. Crowe".
Crowe disse que eles comentaram que tudo isto tinha a ver com "alguma coisa que uma policial francesa gravou na Líbia ou Argélia…" Crowe ficou sob a proteção dos agentes do Serviço Secreto por alguns meses, enquanto fazia filmes e ia nas premiações. (A Scotland Yard também o protegeu enquanto ele promovia o filme Proof of Life em Londres, janeiro de 2001). Ele disse que "nunca entendeu completamente que diabos estava acontecendo". O FBI também confirmou a situação de Crowe, o que não é típico da agência, que geralmente nunca comenta nada na mídia.
Foi um dos atores cogitados para interpretar o papel de Robert Langdom, no "Código da Vinci", que acabou ficando com Tom Hanks.

## Premiações e Indicações

#### Óscar
| Ano  | Categoria   | Indicação        | Notas    |
| ---- | ----------- | ---------------- | -------- |
| 2000 | Melhor Ator | The Insider      | Indicado |
| 2001 | Melhor Ator | Gladiator        | Venceu   |
| 2002 | Melhor Ator | A Beautiful Mind | Indicado |

#### Globo de Ouro

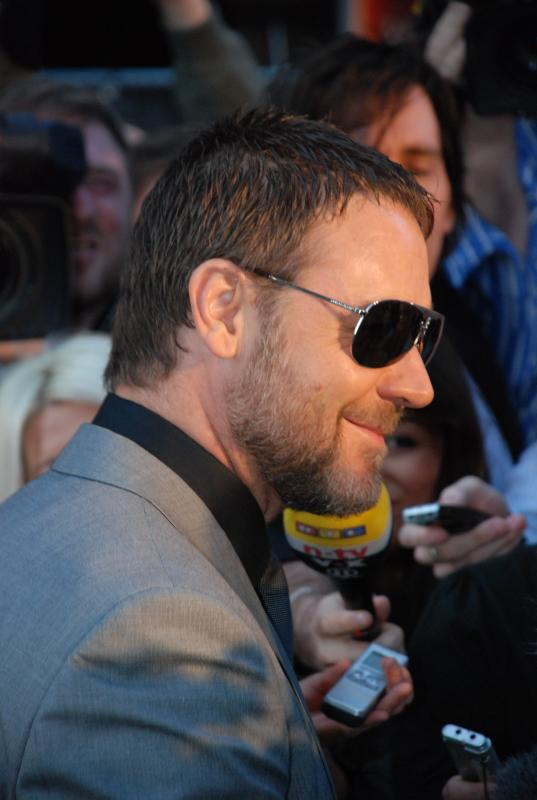
Russell Crowe em 2009.

| Ano  | Categoria                              | Indicação                                       | Notas    |
| ---- | -------------------------------------- | ----------------------------------------------- | -------- |
| 2000 | Melhor Ator em Filme Dramático         | The Insider                                     | Indicado |
| 2001 | Melhor Ator em Filme Dramático         | Gladiator                                       | Indicado |
| 2002 | Melhor Ator em Filme Dramático         | A Beautiful Mind                                | Venceu   |
| 2004 | Melhor Ator em Filme Dramático         | Master and Commander: The Far Side of the World | Indicado |
| 2006 | Melhor Ator em Filme Dramático         | Cinderella Man                                  | Indicado |
| 2020 | Melhor Ator em Minissérie ou Telefilme | The Loudest Voice                               | Venceu   |

## Tentativa de Sequestro
Em 2001, o FBI descobriu um plano de sequestro contra Russell por integrantes da Al-Qaeda, como forma de destruir "a cultura americana". Como o Bureau colocou agentes para seguir o ator, os criminosos desistiram do plano.

## Filmografia
- 2024 - Sleeping Dogs
- 2023 - Kraven the Hunter
- 2023 - O Exorcista do Papa
- 2022 - Thor: Love and Thunder
- 2020 - Unhinged
- 2018 - Boy Erased
- 2017 - A Múmia
- 2016 - Dois Caras Legais
- 2015 - Pais e Filhas
- 2014 - Promessas de Guerra (também diretor)
- 2014 - Um conto do destino
- 2014 - Noé
- 2013 - O homem de aço
- 2013 - Linha de ação(br)|Cidade dividida(pt)
- 2012 - Os Miseráveis
- 2012 - O homem com os punhos de ferro
- 2010 - 72 Horas (The Next Three Days)
- 2010 - Robin Hood (Robin Hood)
- 2009 - Intrigas de Estado (State of Play)
- 2008 - Rede de Mentiras (Body of Lies)
- 2007 -  Os indomáveis 3:10 to Yuma
- 2007 - Bra Boys (documentário, narrador)
- 2007 - O Gângster (American Gangster)
- 2009 - Tenderness
- 2006 - A Good Year
- 2005 - A Luta pela Esperança
- 2003 - Mestre dos Mares: O Lado Mais Distante do Mundo (Master and commander: The far side of the world)
- 2001 - Uma Mente Brilhante (A Beautiful Mind)
- 2000 - Gladiador (Gladiador)
- 2000 - Prova de Vida (Proof of life)
- 1999 - O Informante (The Insider)
- 1999 - Esquentando o Alasca (Mystery, Alaska)
- 1997 - Amor em chamas (Breaking Up)
- 1997 - Heaven's burning
- 1997 - Los Angeles - Cidade Proibida (L.A. Confidential)
- 1996 - Retorno mortal (No way back) (televisão)
- 1995 - Viagem mágica (Rough magic)
- 1995 - Assassino Virtual (Virtuosity)
- 1995 - Rápida e Mortal (The Quick and the Dead)
- 1994 - Um caso de amor (Sum of us, The)
- 1994 - For the moment
- 1993 - Love in limbo
- 1993 - Silver - A lenda do cavalo prateado (Silver brumby, The)
- 1992 - Skinheads - A Força Branca (Romper stomper)
- 1991 - Livre (Hammers Over the Anvil)
- 1991 - A prova (Proof)
- 1991 - Spotswood
- 1990 - Crossing, The
- 1990 - Prisoners of the sun